# Psychotria rarifolia
Psychotria rarifolia är en måreväxtart som beskrevs av Spencer Le Marchant Moore. Psychotria rarifolia ingår i släktet Psychotria och familjen måreväxter. Inga underarter finns listade i Catalogue of Life.